# Списак споменика НОБ у Србији
Списак споменика посвећених Народноослободилачкој борби, од 1941. до 1945. године, као и народним херојима и истакнутим личностима Народноослободилачког покрета који се налазе у Републици Србији (чланци који се налазе на територији аутономних покрајина Војводине и Косова и Метохије, налазе се у посебним чланцима). Због обимности чланак је подељен у три целине. 

## Меморијални комплекси
| Меморијални комплекси посвећени Народноослободилачкој борби на територији Републике Србије (без покрајина) |                                                                |                            | |                                                                 |                                                |
| Слика | назив меморијалног комплекса                                   | локација                   | посвећен | аутор/и и година постављања                                     | напомена                                       |
| | Спомен-парк „Попина“                                           | Штулац, код Врњачке Бање   | борцима Трстеничког НОП одреда и чете Краљевачког одреда у једној од првих фронталних борби партизана против немачких војника, 13. октобра 1941. године | архитекта Богдан Богдановић, 1978-1980.                         | —                                              |
| | Спомен-парк „Јајинци“                                          | Јајинци, код Београда      | стрељаним заточеницима логора Бањица и Сајмиште | вајари Стеван Боднаров и Војин Стојић, 1951-1988.               | —                                              |
| | Гробље ослободилаца Београда 1944.                             | Београд                    | палим борцима НОВЈ и Црвене армије за ослобођење Београда                                                                                               | архитекта Бранко Бон и вајар Раде Станковић, 1954.              | —                                              |
| | Спомен-парк „Брдо мира“                                        | Горњи Милановац            | палим борцима НОВЈ и Црвене армије, као и Таковцима страдалим у интернацији                                                                             | више аутора, 1956-1973.                                         | —                                              |
| | Спомен-парк „Крагујевачки октобар“                             | Шумарице, код Крагујевца   | стрељаним грађанима Крагујевца, октобра 1941. | архитекте Михајло Митровић и Радивој Томић, 1953.               | од 1979. споменик културе од изузетног значаја |
| | Спомен-парк „Краљевачки октобар“                               | Краљево                    | стрељаним грађанима Краљева, октобра 1941. | архитекте Спасоје Крунић и Драгутин Ковачевић, 1970.            | —                                              |
| | Спомен-парк палим борцима у ослободилачким ратовима 1804-1945. | Књажевац                   | преко 6,000 бораца Тимочке Крајине погинулим у ослободилачким ратовима 1804-1815, 1876-1878, 1912, 1914-1918. и 1941-1945.                              | архитекта Богдан Богдановић, 1961-1971.                         | —                                              |
| | Споменички комплекс Бела Црква                                 | Бела Црква, код Крупња     | првој устаничкој акцији 7. јула 1941. | вајари Стеван Боднаров и Богдан Богдановић, 1951-1971.          | од 1979. споменик културе од изузетног значаја |
| | Спомен-парк „Слободиште“                                       | брдо Багдала, код Крушевца | палим борцима и жртвама фашистичког терора Крушевца | архитекте Богдан Богдановић и Светислав Жујовић, 1965-1978.     | споменик културе од великог значаја            |
| | Спомен-парк „Револуције“                                       | Лесковац                   | борцима НОВЈ погинулим у НОБ | архитекта Богдан Богдановић, 1971.                              | —                                              |
| | Меморијални комплекс „Бошко Буха“                              | Јабука, код Пријепоља      | народном хероју Бошку Бухи и пионирима погинулим у НОБ                                                                                                  | вајари М. Летица и Љ. Чабаркапа, 1964.                          | од 1987. знаменито место од изузетног значаја  |
| | Спомен-парк „Бубањ“                                            | Ниш                        | погинулим и стрељаним грађанима Ниша и јужне Србије | вајар Иван Саболић, 1950-1963.                                  | од 1979. знаменито место од изузетног значаја  |
| | Спомен-парк „Чачалица“                                         | Пожаревац                  | палим борцима и жртвама фашистичког терора Пожаревца | архитекта Братислав Стојановић и вајар С. Мишић, 1962.          | —                                              |
| | Меморијални комплекс „Бошко Буха“                              | Јабука, код Пријепоља      | народном хероју Бошку Бухи и пионирима погинулим у НОБ                                                                                                  | вајари М. Летица и Љ. Чабаркапа, 1964.                          | од 1987. знаменито место од изузетног значаја  |
| | Спомен-комплекс „Пријепољска битка“                            | Пријепоље                  | палим борцима у Пријепољској бици, децембра 1943. | вајар Лојзе Долинар, 1965-1978.                                 | од 1979. споменик културе од изузетног значаја |
| | Спомен-комплекс „Кадињача“                                     | Кадињача, код Ужица        | борцима Радничког батаљона Ужичког одреда, погинулим новембра 1941.                                                                                     | вајар Миодраг Живковић и архитекта Александар Ђокић, 1952-1979. | од 1979. споменик културе од изузетног значаја |
| | Спомен-парк борбе и победе                                     | Чачак                      | борцима НОВЈ погинулим у НОБ и жртвама фашистичког терора                                                                                               | архитекта Богдан Богдановић, 1976-1980.                         | —                                              |

## Споменици НОБ
| Споменици посвећени Народноослободилачкој борби на територији Републике Србије (без покрајина) |                                                   |                                  | |                                                            |                                                                                                   |
| Слика                                                                                          | назив споменика                                   | локација                         | посвећен | аутор/и и година постављања                                | напомена                                                                                          |
| Споменици на подручју Града Београда                                                           |                                                   |                                  | |                                                            |                                                                                                   |
|                                                                                                | Гробница народних хероја на Калемегдану           | Београд                          | Иви Лоли Рибару, Ивану Милутиновићу, Ђури Ђаковићу и Моши Пијади                                                                               | вајари Стеван Боднаров и Славољуб Станковић, 1948–1959.    | —                                                                                                 |
|                                                                                                | Споменик обешенима на Теразијама                  | Београд                          | групи антифашиста које су нацисти јавно обесили на Теразијама августа 1941. године                                                             | вајар Никола Јанковић, 1981.                               | —                                                                                                 |
|                                                                                                | „Курир“                                           | Београд                          | — | вајар Стеван Боднаров                                      | Споменик се налази у парку Музеја историје Југославије                                            |
|                                                                                                | „Ношење рањеника“                                 | Београд                          | — | вајар Антун Аугустинчић                                    | Споменик се налази у парку Музеја историје Југославије                                            |
|                                                                                                | „Рањени курир“                                    | Београд                          | — | вајар Франо Кршинић                                        | Споменик се налази у парку Музеја историје Југославије                                            |
|                                                                                                | Споменик палим обалским радницима                 | Београд                          | Обалским радницима палим у НОБ | вајар Радета Станковић, 1952. година                       | —                                                                                                 |
|                                                                                                | Споменик палим борцима за ослобођење Бањице       | Београд                          | Борцима палим у борбама за ослобођење Бањице                                                                                                   |                                                            | Споменик се налази на Бањици                                                                      |
|                                                                                                | Споменик партизанској бици                        | Бојчинска шума, Прогар           | првој борби између партизана и усташа у југоисточном Срему лета 1942. године                                                                   | 1960.                                                      | —                                                                                                 |
|                                                                                                | Споменик палим борцима и жртвама фашизма          | Дражевац, код Обреновца          | борцима НОБ места Дражевца 1941—1945 и жртвама фашизма у селу                                                                                  | 1961.                                                      | —                                                                                                 |
|                                                                                                | „Бомбаш“                                          | Земун                            | Бомбашима НОВЈ погинулим у НОБ | вајар Вања Радауш                                          | —                                                                                                 |
|                                                                                                | Споменик палим у народној револуцији 1941-1945.   | Земун                            | Палим борцима НОР-а и жртвама фашизма | вајар Јован Кратохвил, 1954.                               | —                                                                                                 |
|                                                                                                | Споменик погинулим борцима НОБ и жртвама фашизма  | Јаково, код Сурчина              | борцима НОБ места Јакова 1941—1945 и жртвама фашизма у селу Јаково                                                                             |                                                            | —                                                                                                 |
|                                                                                                | Споменик Космајском партизанском одреду           | Космај                           | борцима Космајског партизанског одреда | вајар Војин Стојић и архитекта Градимир Стојаковић, 1971.  | —                                                                                                 |
|                                                                                                | Спомен костурница палим борцима и жртвама фашизма | Обреновац                        | палим борцима и народним херојима: Бори Марковићу, Влади Аксентијевићу и Милету Албанти                                                        | вајар М. Крстић, 1954.                                     | На тргу у близини спомен-костурнице налазе се и бисте тројице народних хероја                     |
|                                                                                                | Споменик палим борцима                            | Скела, код Обреновца             | 56-орици стрељаних талаца 1941. године | вајар Божа Обрадовић, 1951.                                | —                                                                                                 |
|                                                                                                | Споменик палим борцима Сремчице                   | Сремчица                         | Палим борцима НОВЈ и жртвама терора |                                                            | Откривен 7. јула 1955. године на Дан устанка народа Србије.                                       |
|                                                                                                | Споменик палим борцима                            | Сурчин                           | палим борцима НОР-а из Сурчина | вајар Небојша Митрић, 1953.                                | Споменик је 2012. године померен са првобитне локације (испред згарде Општине) и постављен на трг |
| Споменици на подручју Борског округа                                                           |                                                   |                                  | |                                                            |                                                                                                   |
|                                                                                                | Споменик палим борцима                            | Дели Јован, близина Неготина     | борцима НОВЈ погинулим у НОБ | —                                                          | —                                                                                                 |
|                                                                                                | Споменик палим борцима и жртвама фашизма          | Јабуковац, код Неготина          | борцима НОВЈ погинулим у НОБ и жртвама фашизма                                                                                                 | —                                                          | —                                                                                                 |
| Споменици на подручју Златиборског округа                                                      |                                                   |                                  | |                                                            |                                                                                                   |
|                                                                                                | Споменик палим борцима                            | Ариље                            | борцима НОВЈ погинулим у НОБ | вајар М. Верговић, 1961.                                   | —                                                                                                 |
|                                                                                                | Споменик палим борцима                            | Бајина Башта                     | борцима НОВЈ погинулим у НОБ | вајар Стеван Боднаров, 1952.                               | —                                                                                                 |
|                                                                                                | Споменик стрељаним партизанима                    | Златибор                         | 160-орици рањеника-партизана које су немачки војници стрељали и газили тенковима 29. новембра 1941. године                                     | вајарка Ана Бешлић и архитекткиња Јованка Јефтовић, 1967.  | —                                                                                                 |
|                                                                                                | Споменик палим борцима                            | Златибор                         | борцима НОВЈ погинулим у НОБ | —                                                          | —                                                                                                 |
| Споменици на подручју Јабланичког округа                                                       |                                                   |                                  | |                                                            |                                                                                                   |
|                                                                                                | Споменик револуције у Власотинцу                  | Власотинце                       | борцима НОВЈ погинулим у НОБ | архитекта Богдан Богдановић, 1975.                         | —                                                                                                 |
| Споменици на подручју Колубарског округа                                                       |                                                   |                                  | |                                                            |                                                                                                   |
|                                                                                                | Споменик палим борцима                            | Љиг                              | борцима НОВЈ погинулим у НОБ | —                                                          | —                                                                                                 |
|                                                                                                | Споменик жртвама фашизма                          | Рајац, код Љига                  | сарадницима НОП-а које су фашисти након мучења побацали у јаму Бездан                                                                          | 1959.                                                      | —                                                                                                 |
| Споменици на подручју Мачванског округа                                                        |                                                   |                                  | |                                                            |                                                                                                   |
|                                                                                                | Споменик и костурница                             | Драгинац                         | стрељаним жртвама фашизма | вајар Остоја Горданић Балкански, 1961.                     | —                                                                                                 |
| Споменици на подручју Моравичког округа                                                        |                                                   |                                  | |                                                            |                                                                                                   |
|                                                                                                | Споменик борбе и страдања                         | Горњи Милановац                  | борцима НОВЈ погинулим у НОБ и жртвама фашизма                                                                                                 | вајар Ратомир Стојадиновић, 1959.                          | —                                                                                                 |
|                                                                                                | Споменик Револуцији                               | Ивањица                          | борцима НОВЈ погинулим у НОБ и жртвама фашизма                                                                                                 | сликар Ђорђе Андрејевић Кун, 1957.                         | —                                                                                                 |
|                                                                                                | Споменик храбрости                                | Остра, код Чачка                 | борцима обновљеног Чачанског партизанског одреда који су на овом месту водили борбу с надмоћнијим непријатељским снагама 5. марта 1943. године | вајар Миодраг Живковић и архитекта Светислав Личина, 1969. | —                                                                                                 |
|                                                                                                | Спомен-гробница палих бораца и жртава фашизма     | Чачак                            | 600 бораца НОВЈ и антифашиста стрељаних 1941. године                                                                                           | —                                                          | —                                                                                                 |
| Споменици на подручју Нишавског округа                                                         |                                                   |                                  | |                                                            |                                                                                                   |
|                                                                                                | Споменик палим борцима                            | Моравац, код Алексинца           | војницима Српске војске погинулим у Првом светском рату и борцима НОВЈ погинулим у НОБ                                                         | —                                                          | —                                                                                                 |
|                                                                                                | Споменик палим борцима                            | Нишка Бања                       | — | —                                                          | —                                                                                                 |
|                                                                                                | Споменик палим борцима                            | Сићево, код Нишке Бање           | борцима НОВЈ погинулим у НОБ | —                                                          | —                                                                                                 |
| Споменици на подручју Пиротског округа                                                         |                                                   |                                  | |                                                            |                                                                                                   |
|                                                                                                | Споменик палим борцима                            | Бабушница                        | борцима НОВЈ погинулим у НОБ | —                                                          | —                                                                                                 |
| Споменици на подручју Подунавског округа                                                       |                                                   |                                  | |                                                            |                                                                                                   |
|                                                                                                | Споменик палим борцима                            | Селевац, код Смедеревске Паланке | борцима НОВЈ погинулим у НОБ на месту где је 12. септембра 1944. године образована Космајска бригада                                           | вајар С. Јовановић                                         | —                                                                                                 |
| Споменици на подручју Поморавског округа                                                       |                                                   |                                  | |                                                            |                                                                                                   |
|                                                                                                | Спомен-гробница Црвеноармејаца                    | Јагодина                         | 1170-орици војника Црвене армије погинулим у борбама за ослобођење овога краја 1944. године                                                    | архитекта Н. Мишовић, 1965.                                | —                                                                                                 |
| Споменици на подручју Расинског округа                                                         |                                                   |                                  | |                                                            |                                                                                                   |
|                                                                                                | Споменик палим борцима                            | Брус                             | борцима НОВЈ погинулим у НОБ | —                                                          | —                                                                                                 |
|                                                                                                | Споменик палим борцима                            | Трстеник                         | борцима НОВЈ погинулим у НОБ | вајар Д. Николић                                           | —                                                                                                 |
| Споменици на подручју Рашког округа                                                            |                                                   |                                  | |                                                            |                                                                                                   |
|                                                                                                | Споменик отпора и страдања                        | Краљево                          | Око 5000 грађана Краљева које су стрељали немачки војници 1941. године                                                                         | вајар Лојзе Долинар, 1959.                                 | —                                                                                                 |
| Споменици на подручју Топличког округа                                                         |                                                   |                                  | |                                                            |                                                                                                   |
|                                                                                                | Споменик палим борцима                            | Куршумлија                       | борцима НОВЈ погинулим у НОБ | —                                                          | —                                                                                                 |
|                                                                                                | Споменик палим борцима                            | Прокупље                         | борцима НОВЈ погинулим у НОБ | вајар Петар Бибић                                          | —                                                                                                 |
| Споменици на подручју Шумадијског округа                                                       |                                                   |                                  | |                                                            |                                                                                                   |
|                                                                                                | Споменик палим борцима                            | Бадњевац, код Баточине           | борцима НОВЈ погинулим у НОБ | —                                                          | —                                                                                                 |
|                                                                                                | Споменик палим борцима                            | Црни Као, код Баточине           | борцима НОВЈ погинулим у НОБ | —                                                          | —                                                                                                 |

## Споменици народним херојима и истакнутим учесницима НОП-а
| Споменици народним херојима и истакнутим учесницима НОП-а на територији Републике Србије (без покрајина) |                           |                          |                                 |                                                            |
| Слика | назив споменика           | локација                 | аутор/и и година постављања     | напомена                                                   |
| | Божидар Аџија             | Ниш                      | —                               | —                                                          |
| | Јосип Броз Тито           | Београд                  | вајар Антун Аугустинчић         | споменик се налази у парку Музеја историје Југославије     |
| | Јосип Броз Тито           | Ужице                    | вајар Франо Кршинић, 1961.      | —                                                          |
| | Виктор Бубањ              | Нови Београд             | —                               | —                                                          |
| | Бошко Буха                | Јабука, код Пријепоља    | —                               | биста се налази у саставу Спомен-комплекса „Бошко Буха“    |
| | Живота Ваљаревић          | Врњачка Бања             | —                               | —                                                          |
| | Богдан Вујошевић          | Београд                  | —                               | биста се налази на Новом гробљу                            |
| | Радован Грковић           | Горњи Милановац          | —                               | —                                                          |
| | Ђука Динић                | Ниш                      | —                               | —                                                          |
| | Светозар Драговић Тоза    | Крагујевац               | —                               | —                                                          |
| | Драгомир Дражевић         | Горњи Милановац          | —                               | —                                                          |
| | Драгослав Ђорђевић Гоша   | Београд                  | —                               | биста се налази на Новом гробљу                            |
| | Слободан Жилник           | Ниш                      | —                               | —                                                          |
| | Жикица Јовановић Шпанац   | Радановци, код Косјерића | вајар Мирослав Протић, 1981.    | —                                                          |
| | Ратко Јовић               | Ниш                      | —                               | —                                                          |
| | Десимир Јововић Чича      | Горњи Милановац          | —                               | —                                                          |
| | Борис Кидрич              | Београд                  | вајар Никола Јанковић, 1963.    | —                                                          |
| | Бранко Крсмановић         | Параћин                  | —                               | —                                                          |
| | Милутин Луковић           | Горњи Милановац          | —                               | —                                                          |
| | Тихомир Матијевић         | Горњи Милановац          | —                               | —                                                          |
| | Милоје Милојевић          | Београд                  | —                               | биста се налази на Новом гробљу                            |
| | Иван Милутиновић          | Београд                  | вајар Стеван Боднаров, 1948.    | биста се налази на Гробници народних хероја на Калемегдану |
| | Сретен Младеновић Мика    | Ниш                      | —                               | —                                                          |
| | Дринка Павловић           | Београд                  | —                               | —                                                          |
| | Давид Пајић               | Београд                  | —                               | —                                                          |
| | Моша Пијаде               | Београд                  | вајар Славољуб Станковић, 1957. | биста се налази на Гробници народних хероја на Калемегдану |
| | Моша Пијаде               | Београд                  | вајар Бранко Ружић, 1969.       | —                                                          |
| | Светозар Поповић          | Горњи Милановац          | —                               | —                                                          |
| | Нада Пурић                | Београд                  | —                               | —                                                          |
| | Александар Ранковић       | Београд                  | —                               | биста се налази на Новом гробљу                            |
| | Иво Лола Рибар            | Београд                  | вајар Стеван Боднаров, 1948.    | биста се налази на Гробници народних хероја на Калемегдану |
| | Славко Родић              | Београд                  | —                               | биста се налази на Новом гробљу                            |
| | Миодраг Мија Станимировић | Ниш                      | —                               | —                                                          |
| | Миодраг Урошевић Артем    | Крагујевац               | —                               | —                                                          |
| | Стјепан Стева Филиповић   | Ваљево                   | вајар Војин Бакић, 1961.        | —                                                          |
| | Миодраг Чајетинац Чајка   | Врњачка Бања             | —                               | —                                                          |